# Bertrand Itsweire
Bertrand Itsweire (né le 30 août 1965 à Lille) est un athlète français, spécialiste des courses de fond.

## Palmarès
- 12 sélections en équipe de France A, de 1986 à 1998
- 5 sélections en équipe de France Jeune, de 1984 à 1987

Il remporte plusieurs titres de champion de France, notamment le 3 000 m en salle en 1996, le 10 000 m en 1991, et le marathon en 1998.
Il détenait les records de France du 20 000 m sur route (58 min 18 s 4) et de l'heure (20 601 m), tous deux établis à La Flèche en 1990.